# Azaria dei Rossi

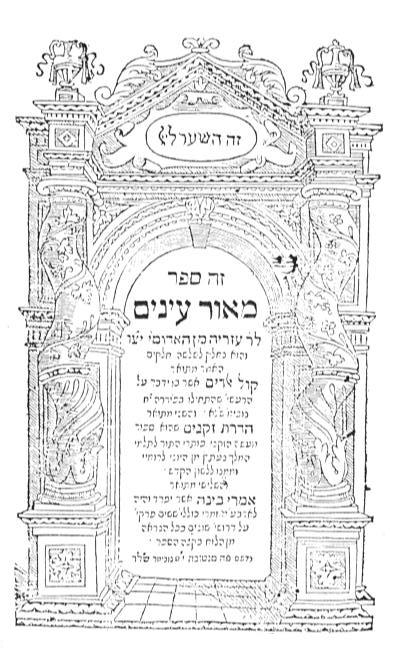
Meor Enajim, Mantua 1574 (Titelblatt)

Azaria(h) (Bonaiuto) dei Rossi ben Moses  (* um 1511 in Mantua; † 1578 ebenda) war ein italienisch-jüdischer Humanist, Arzt und Historiker. Er gilt als bedeutendster jüdischer Gelehrter der italienischen Renaissance.

## Leben
Azaria wurde um 1511 in Mantua als Sohn der Familie Min ha-Adummim (= von den Roten), einer der bedeutendsten Familien des italienischen Judentums, geboren. Nach seinen Angaben war die Familie nach der Zerstörung des zweiten Tempels von Kaiser Titus nach Italien gebracht worden. Azaria empfing seine Grundausbildung in Mantua. Nach dem Studium der medizinischen und geschichtlichen Wissenschaften ließ er sich als Arzt in Ferrara nieder, lebte danach in Ancona, Sabbioneta und Bologna. Als Pius V. 1569 die Juden aus seinem Herrschaftsbereich vertrieb, siedelte er erneut nach Ferrara über, wo er sein Hauptwerk verfasste. Hier erlebte er das große Erdbeben des Jahres 1570. Gegen Ende seines Lebens kehrte er nach Mantua zurück, wo er die Drucklegung seines Meor Enajim überwachte. Er starb im Jahr 1578.

## Werk
Als erster zog Azaria die im Judentum in Vergessenheit geratenen Werke der jüdisch-hellenistischen Literatur zur Kontrolle der talmudisch-rabbinischen Überlieferung heran und wurde – von den Zeitgenossen angefeindet – ein Vorläufer der wissenschaftlichen Auseinandersetzung mit dem Judentum. Unter anderem wies er nach, dass die jüdische Jahreszählung „seit Erschaffung der Welt“ erst aus dem Mittelalter stammte, ebenso wie der für eine antike Quelle gehaltene Josippon.

### Meor Enajim
Sein bekanntestes und bedeutendstes Werk ist das dreiteilige meor enajim (Erleuchtung der Augen, Augenspiegel, Mantua 1573–1575), enthaltend Berichte, eine Übersetzung des Aristeasbriefes und verschiedene Abhandlungen:
- Teil 1: Kol elohim („Gottesstimme“): über das Erdbeben, das er nicht als Naturphänomen, sondern als göttliche Heimsuchung ansah;
- Teil 2: Hadrat sekenim („Ruhm der Alten“): Übersetzung des Aristeasbriefes aus dem Lateinischen ins Hebräische;
- Teil 3: Imra bina („Worte der Forschung“): umfasst 60 Kapitel über Geschichte und Chronologie der Altertümer und andere gelehrte Gegenstände.

In Safed war der Bann (Cherem) über das zu verbrennende Buch geplant, wurde aber wegen des Todes des Josef Karo nicht mehr vollzogen. Schließlich untersagten die Rabbiner zu Mantua allen Jünglingen vor Vollendung des 25. Lebensjahres das Studium des Buches (und auch danach blieb es nur erlaubt mit Zustimmung des Rabbinats vor Ort).
Erst die aufgeklärten Zeitgenossen Mendelssohns wussten dei Rossis Leistung zu würdigen. Keine jüdische Schrift des Mittelalters ist von christlichen Gelehrten in stärkerem Maße herangezogen worden als jenes Buch.
Ausgaben
- Erstausgabe Mantua 1574–1575
- Zweite Ausgabe Berlin 1794
- Meor Enajim, Wien 1829
- Sefer Me'or Enayim. Herausgegeben und eingeleitete von David Cassel, Wilna 1864–1866 (Nachdruck in drei Bänden Jerusalem 1970)
- The Light of the Eyes. Übersetzt und herausgegeben von Joanna Weinberg. New Haven 2001. ISBN 978-0-300-07906-7

### Weitere Werke (Auswahl)
- Mazref lakessef („Silberschmelztiegel“), enthaltend chronologische Ergänzungen und Verteidigungen
- Hirsch Filipowski, Mazref ..., Edinbourg 1854, mit einer Lebensbeschreibung dei Rossis von Leopold Zunz